# ساختمان امپایر (منهتن)
ساختمان امپایر (انگلیسی: Empire Building) یک ساختمان اداری در خیابان برادوی، منهتن، نیویورک است.
این ساختمان که در سال ۱۸۹۵ شروع به ساخت و در سال ۱۸۹۸ افتتاح شده‌است دارای ۲۱ طبقه و ۸۹ متر ارتفاع می‌باشد.

## نگارخانه

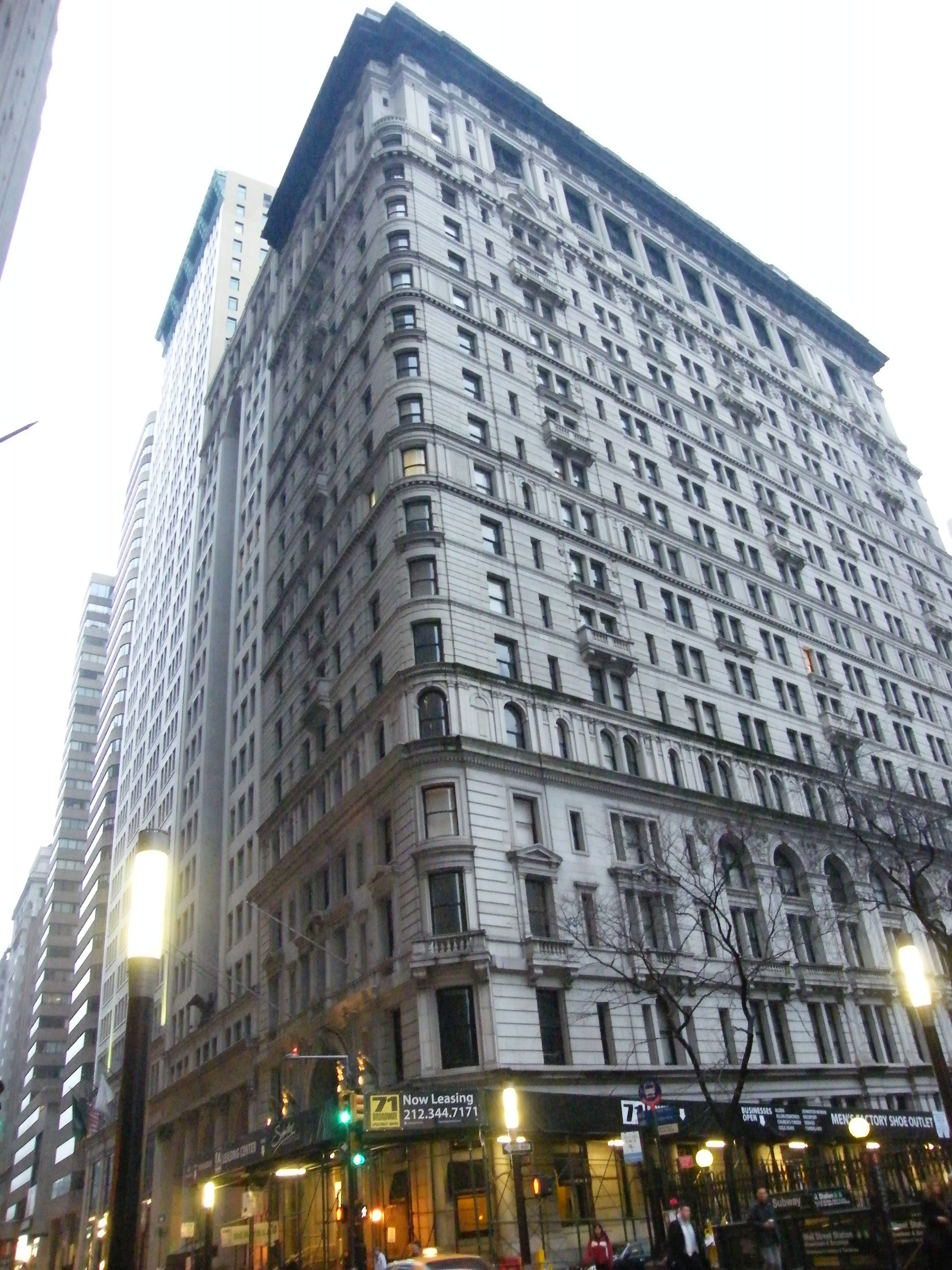
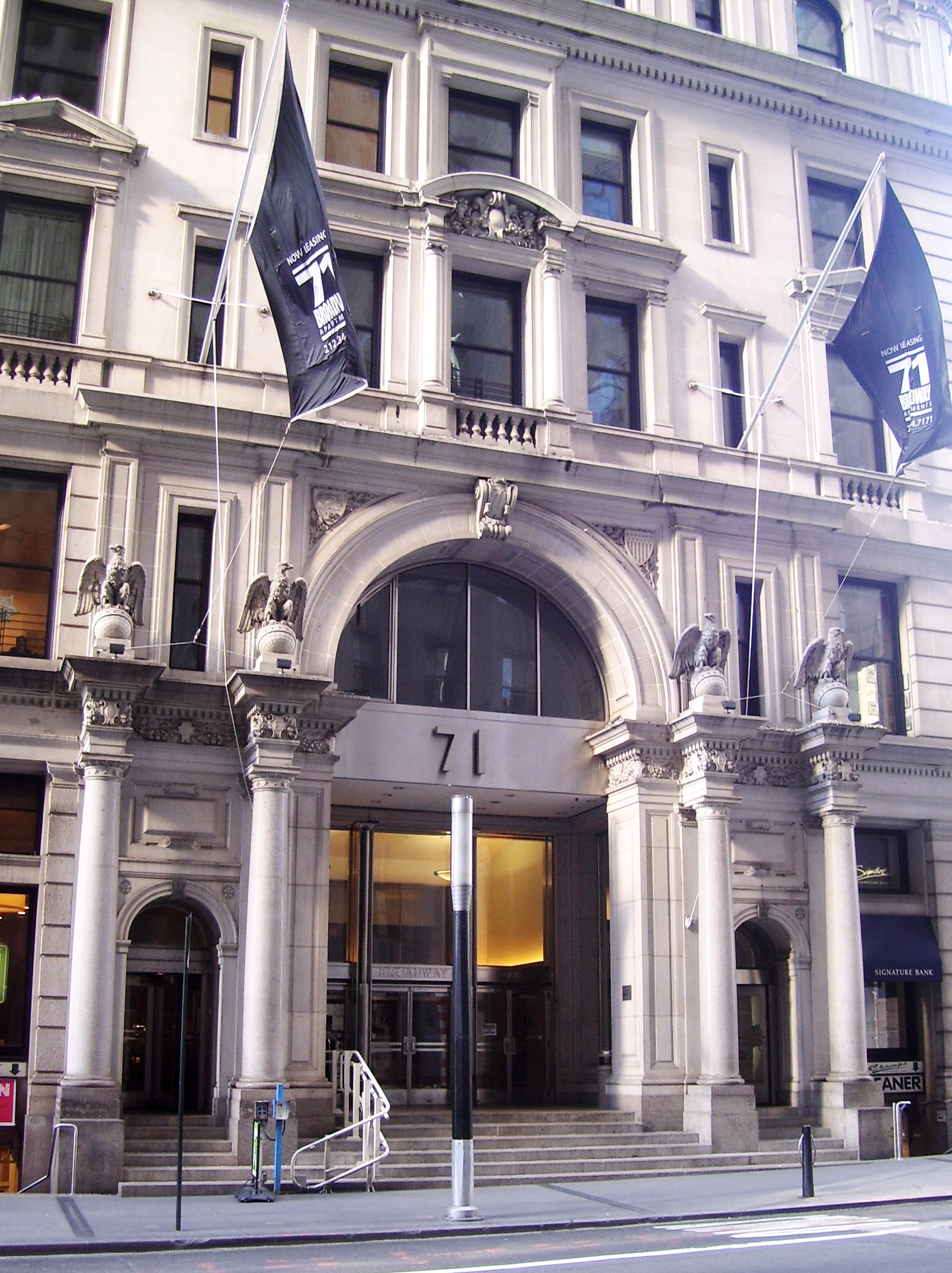
ورودی اصلی
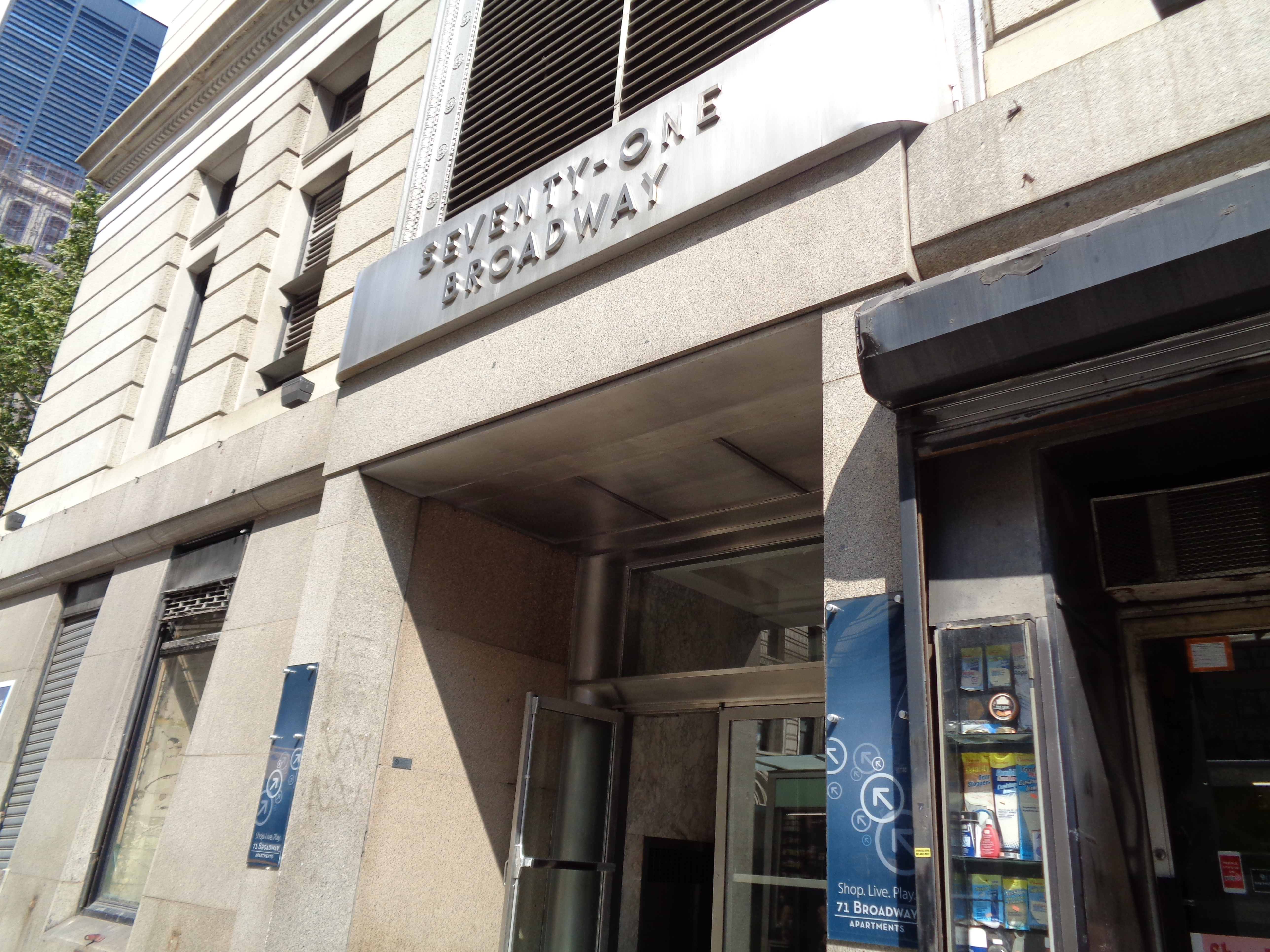
ورودی پشت ساختمان